# Maieru
Maieru (in ungherese Major, in tedesco Mayerhof) è un comune della Romania di 7681 abitanti, ubicato nel distretto di Bistrița-Năsăud, nella regione storica della Transilvania.
Il comune è formato dall'unione di 2 villaggi: Anieș e Maieru.

## Storia
Maieru rappresenta uno dei più antichi insediamenti umani dell'area dei Monti Rodnei.
Certamente la località esisteva già prima dell'invasione mongola del 1242 ed era documentata come rusticum praedium, un dominio della fortezza di Rodna, mentre tra la gente del luogo era nota come măierişte, che significa pascolo.
Il più antico documento che cita Maieru è un certificato di donazione del 1440 scritto in latino, una copia del quale è conservata nel museo locale.

## Economia
Oltre alle storiche attività agricole e di allevamento degli animali, a Maieru si sono sviluppate nel tempo artigianali e industriali nei settori della lavorazione del legno, dell'escavazione e lavorazione delle pietre da costruzione, della lavorazione del latte e della produzione di latticini.

## Società

### Tradizioni e folclore
Maieru è una delle località della Romania in cui si sono conservate più profondamente le tradizioni locali. I costumi tradizionali sono diffusi praticamente in ogni famiglia ed il locale gruppo folcloristico Cununa Maierului, composto da coro e corpo di ballo, vanta numerose partecipazioni a festival nazionali e internazionali.

L'importanza della conservazione delle tradizioni è testimoniata anche dalla presenza di un importante Museo etnografico e del folklore, che ospita oltre 5.000 oggetti della tradizione locale ed un centro culturale dedicato ad essa.

## Amministrazione

### Gemellaggi
- Francia Nort-sur-Erdre